# Popierieczka
Popierieczka (ros. Поперечка) – wieś (dieriewnia) w Rosji, w obwodzie archangielskim, w rejonie wierchnietojemskim. W 2010 liczyła 125 mieszkańców.